# لئونل پیلیپاوسکاس
لئونل پیلیپاوسکاس (انگلیسی: Leonel Pilipauskas؛ زادهٔ ۱۸ مهٔ ۱۹۷۵) بازیکن سابق فوتبال اهل اروگوئه است که در پست هافبک دفاعی بازی می‌کرد و در حال حاضر دستیار سرمربی بلا ویستا است.
وی همچنین در تیم ملی فوتبال اروگوئه بازی کرده‌است.